# Nuengruethai Sathongwien
Nuengrutai Srathongvian, née le 1er janvier 1972, est une entraîneuse thaïlandaise de football, sélectionneuse de l'équipe féminine de Thaïlande depuis 2017.

## Biographie

### Carrière de joueur
Elle joue tout d'abord au Hockey sur gazon, au poste de gardien. Elle fait partie de l'équipe de Thaïlande de hockey sur gazon et remporte la médaille d'or lors des Jeux d'Asie du Sud-Est de 1995.
Elle joue ensuite au football, et reçoit quelques sélections en équipe nationale, en particulier lors des Jeux asiatiques de 1998.

### Carrière d'entraîneur
Elle réalise l'exploit de mener l'Équipe de Thaïlande féminine de football à sa première, puis à sa seconde participation en phase finale de Coupe du monde (en 2015 et 2019).